# Contea di Concho
La contea di Concho (in inglese Concho County) è una contea dello Stato del Texas, negli Stati Uniti. La popolazione al censimento del 2000 era di 4 087 abitanti. Il capoluogo di contea è Paint Rock. La contea è stata fondata nel 1858 ed organizzata nel 1879. Il suo nome deriva dal fiume Concho.

## Storia
I primi abitanti della zona furono i Jumano, Tonkawa, Comanche, e Lipan Apache.

## Geografia fisica
| Anno | Popolazione | ±%     |
| ---- | ----------- | ------ |
| 1880 | 800         |        |
| 1890 | 1,065       | 33.1%  |
| 1900 | 1,427       | 34.0%  |
| 1910 | 6,654       | 366.3% |
| 1920 | 5,847       | −12.1% |
| 1930 | 7,645       | 30.8%  |
| 1940 | 6,192       | −19.0% |
| 1950 | 5,078       | −18.0% |
| 1960 | 3,672       | −27.7% |
| 1970 | 2,937       | −20.0% |
| 1980 | 2,915       | −0.7%  |
| 1990 | 3,044       | 4.4%   |
| 2000 | 3,966       | 30.3%  |
| 2010 | 4,087       | 3.1%   |

Secondo l'Ufficio del censimento degli Stati Uniti d'America la contea ha un'area totale di 994 miglia quadrate (2570 km²), di cui 984 miglia quadrate (2550 km²) sono terra, mentre 9,9 miglia quadrate (26 km², corrispondenti all'1,0% del territorio) sono costituiti dall'acqua.

### Strade principali
- U.S. Highway 83
- U.S. Highway 87
- State Highway 153
- |State Highway 206

### Contee adiacenti
- Runnels County (nord)
- Coleman County (nord-est)
- McCulloch County (est)
- Menard County (sud)
- Tom Green County (ovest)

## Comunità
City
- Eden

Town
- Paint Rock

Comunità non incorporate
- Eola
- Lowake
- Millersview